# Luthrodes pandava
Espèce
Luthrodes pandava est une espèce de lépidoptères de la famille des Lycaenidae et de la sous-famille des Polyommatinae.

## Systématique
L’espèce Luthrodes pandava a été décrite par le naturaliste américain Thomas Horsfield en 1829, sous le nom initial de Lycaena pandava,.
Placée par de nombreux auteurs dans le genre Chilades, cette espèce a récemment été replacée dans le genre Luthrodes à la suite d'études de phylogénétique moléculaire.
Synonymes et autres combinaisons :
- Lycaena pandava Horsfield, 1829 — protonyme
- Catochrysops nicola Swinhoe, 1885
- Catochrysops bengalia de Nicéville, 1885
- Chilades pandava (Horsfield, 1829)
- Edales pandava (Horsfield, 1829)

### Sous-espèces
Plusieurs sous-espèces ont été décrites, notamment :
- Luthrodes pandava vapanda (Semper, 1899) — aux Philippines ;
- Luthrodes pandava lanka (Evans, 1925) — à Ceylan.

## Nom vernaculaire
Luthrodes pandava est appelée Plains Cupid en anglais.

## Description
C'est un  petit papillon au dessus gris beige clair suffusé de bleu orné aux ailes postérieures d'une tache orange marquée d'un point noir.
Le revers est beige orné de lignes blanches et aux ailes postérieures d'une ou plusieurs taches orange marquées d'un point noir.

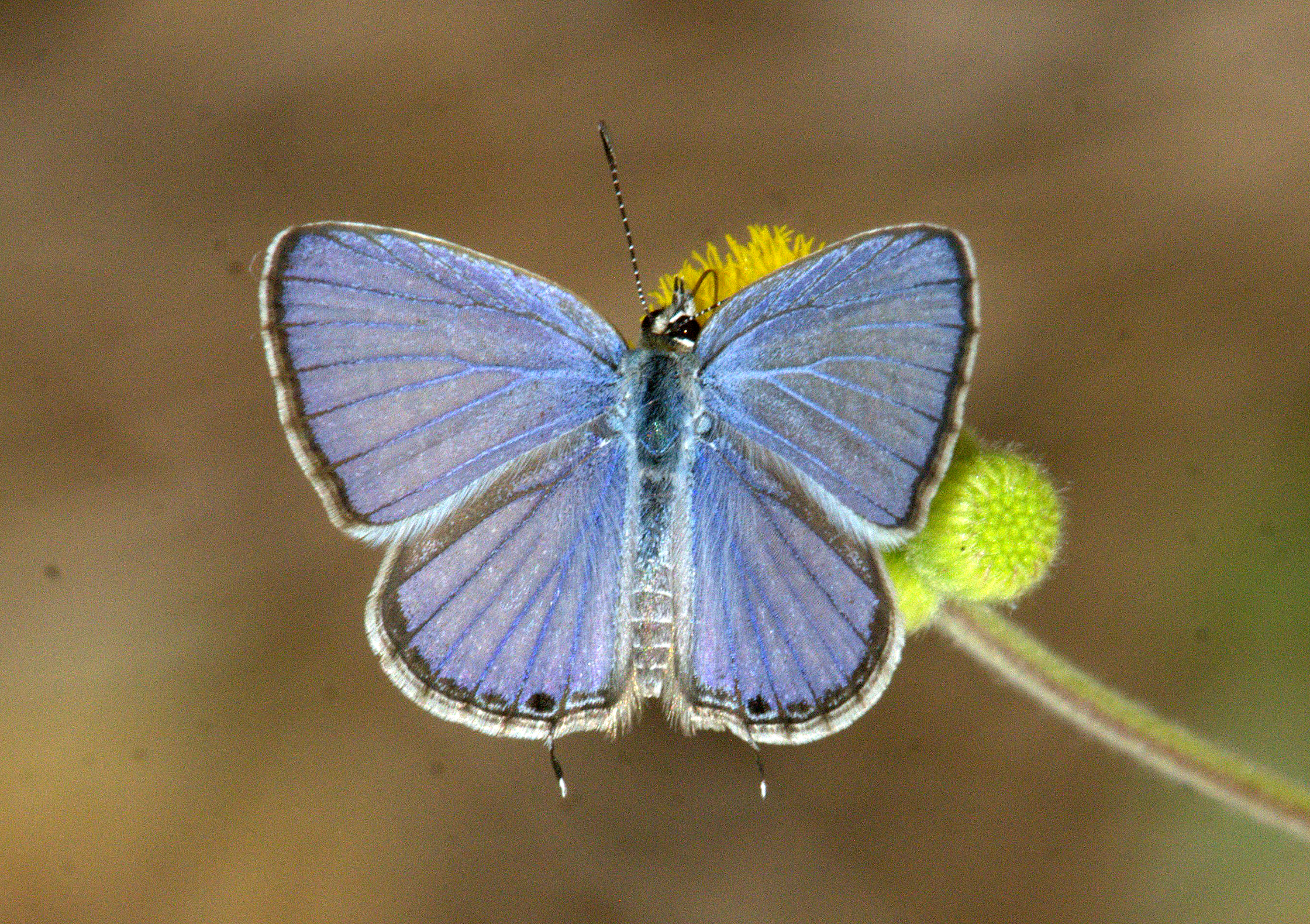
Dessus d'un mâle.
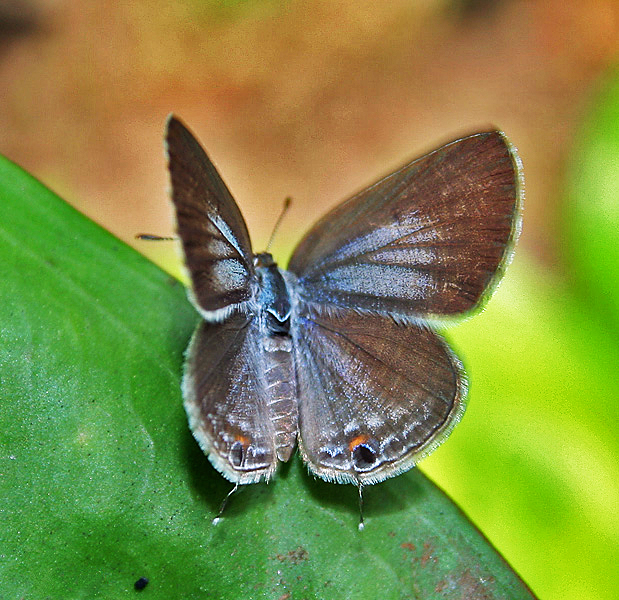
Dessus d'une femelle.
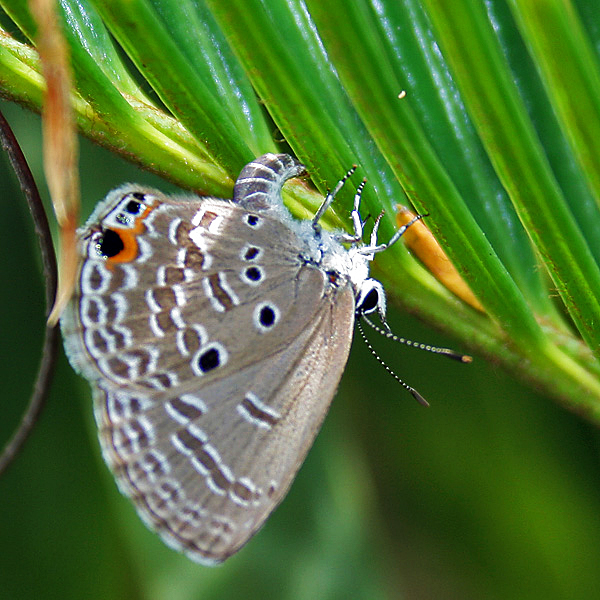
Femelle en ponte.

## Biologie
Les plantes-hôtes de ses chenilles sont des Cycadophyta : Cycas circinalis, Cycas thouarsii et Cycas revoluta qui sont rarement des plantes-hôtes de chenilles de papillons. Celles-ci creusent des galeries dans les tiges.
Les chenilles sont prises en charge par les fourmis Prenolepis longicornis, Monomorium speculare et  Crematogaster, Pheidole megacephala à La Réunion.

## Distribution
Luthrodes pandava est présent en Asie, notamment en Inde, à Ceylan, en Birmanie, à Java, à Sumatra, aux Philippines et à Taiwan.
L'espèce a été introduite aux Mascareignes, où elle est signalée à l'île Maurice et à La Réunion.

## Statut
Il s'attaque aux palmiers du genre Cycas, ce qui le fait considérer comme un nuisible.